# Gyrocythere
Gyrocythere is een geslacht van uitgestorven kreeftachtigen uit de klasse van de Ostracoda (mosselkreeftjes).

## Soorten
- Gyrocythere celata Al-furaih, 1983 †
- Gyrocythere exaggerata Siddiqui, 1971 †
- Gyrocythere grandilaevis Siddiqui, 1971 †
- Gyrocythere indica (Tewari & Tandon, 1960) Pant & Khosla, 1982 †
- Gyrocythere mitigata Siddiqui, 1971 †
- Gyrocythere parvicarinata Siddiqui, 1971 †
- Gyrocythere perfecta Siddiqui, 1971 †
- Gyrocythere raoi Bhandari, 1992 †
- Gyrocythere sehouensis (Apostolescu, 1961) Carbonnel & Oyede, 1991 †
- Gyrocythere siddiquii Khosla, 1979 †